# Ouled Hedadj
Ouled Hedadj è un comune dell'Algeria, situato nella provincia di Boumerdès.